# GPicView
GPicView — це стандартна програма перегляду зображень LXDE. GPicView відрізняеться легкістю, швидким запуском та інтуїтивно зрозумілим інтерфейсом.

## Переваги
- Дуже легкий и швидкий, з низким використанням пам'яті
- Дуже добре подходить для перегляда зображень за замовчуванням для середовища робочого столу
- Простий та інтуитивно зрозумілий інтерфейс
- Мінімальна залежність від бібліотек: використовується тільки чистий GTK+
- Незалежність від  середовища робочого столу: не потребує будь-якої конкретної робочої середи
- Відкриті вихідні коди, ліцензія GNU GPL

## Автор
Розробник 洪任諭 (Англ. Hong Jen Yee, aka PCMan; Укр. Хонг Джен Джи)